# Sielsowiet kalinowski (obwód kurski)
Sielsowiet kalinowski (ros. Калиновский сельсовет) – jednostka administracyjna wchodząca w skład rejonu chomutowskiego w оbwodzie kurskim w Rosji.
Centrum administracyjnym sielsowietu jest wieś (ros. село, trb. sieło) Kalinowka.

## Geografia
Powierzchnia sielsowietu wynosi 239,75 km².

## Historia
Status i granice sielsowietu zostały określone ustawami z 2004 i z 2010 roku.

## Demografia
W 2017 roku sielsowiet zamieszkiwało 1794 mieszkańców.

## Miejscowości
W skład sielsowietu wchodzą miejscowości: Kalinowka, Amoń, Bogosłowka, Gieorgijewskij, Dobryj Kriestjanin, Żedienowka, Żedienowskij, Imieni Krupskoj, Iskra, Klewień, Krasnaja Strielica, Krasnyj Pachar, Kultproswiet, Michalewka, Prichodkowo, 1-ja Turka, 2-ja Turka, Uspienskij.